# Markus Kahma
Markus Jaakko Kahma (ur. 16 października 1932 w Alavieska) – fiński lekkoatleta, który specjalizował się w dziesięcioboju.
W 1960 roku zajął 7. miejsce w rywalizacji wieloboistów podczas igrzysk olimpijskich w Rzymie. Dwa razy poprawiał rekord Finlandii, zdobywał także medale mistrzostw kraju. Rekord życiowy: 7254 pkt (27 sierpnia 1961, Helsinki).
Jego młodszy brat Pentti Kahma był mistrzem Europy w rzucie dyskiem.

## Osiągnięcia
| Rok  | Impreza              | Miejsce   | Pozycja    | Wynik    |
| ---- | -------------------- | --------- | ---------- | -------- |
| 1958 | Mistrzostwa Europy   | Sztokholm | 4. miejsce | 6682 pkt |
| 1960 | Igrzyska olimpijskie | Rzym      | 7. miejsce | 7181 pkt |
| 1962 | Mistrzostwa Europy   | Belgrad   | 9. miejsce | 7085 pkt |